# Nochascypha
Nochascypha  Agerer  (miseczka) – rodzaj grzybów z rzędu pieczarkowców (Agaricales). W Polsce występuje jeden gatunek.

## Systematyka i nazewnictwo
Pozycja w klasyfikacji według Index Fungorum: Incertae sedis, Agaricales, Agaricomycetidae, Agaricomycetes, Agaricomycotina, Basidiomycota, Fungi.
Polską nazwę nadał Władysław Wojewoda w 2003 r.
Gatunki:
- Nochascypha dumontii Agerer 1983
- Nochascypha filicina (P. Karst.) Agerer 1983 – miseczka paprociowa
- Nochascypha jacksonii (W.B. Cooke) Bodenst. 2003
- Nochascypha paraensis (Henn.) Bodenst. 2003
- Nochascypha paraguayensis (W.B. Cooke) Agerer 1983
- Nochascypha stricta Agerer 1983

Nazwy naukowe na podstawie Index Fungorum. Nazwy polskie według Władysława Wojewody.